# Рынгач, Ирина
Ирина Рынгач (рум. Irina Rîngaci; род. 23 августа 2001, Сэрэцика Веке, Леовский район) — молдавская спортсменка, борец вольного стиля, чемпионка мира и двукратная чемпионка Европы, серебряный призёр индивидуального Кубка мира 2020 года, призёр чемпионата мира и чемпионатов Европы.

## Биография
На международных соревнованиях выступает с 2017 года. Призёр чемпионатов мира и Европы среди юниоров и кадетов.
На чемпионате мира среди спортсменов не старше 23-х лет в 2019 году в городе Будапеште, в весовой категории до 62 кг, завоевала бронзовую медаль.
В декабре 2020 года на индивидуальном Кубке мира по борьбе 2020 года в сербской столице, в весовой категории до 65 кг Ирина в схватке за золотую медаль уступила спортсменке из Украины Татьяне Рыжко и завоевала серебряную медаль. Это первый значимый успех молдавской спортсменки во взрослых соревнованиях по борьбе.
На чемпионате Европы 2021 года, который проходил в апреле в Варшаве, в весовой категории до 65 кг, молдавская спортсменка завоевала золотую медаль, теперь победив в финале спортсменку из Украины Татьяне Рыжко, став чемпионкой Европы.
На чемпионате мира 2021 года, который состоялся в норвежской столице, городе Осло, молдавская спортсменка завоевала чемпионский титул. В финале она поборола спортсменку из Японии Миву Морикаву.
В июне 2023 года на турнире лиги Поддубного 5, который прошёл во Владикавказе (Россия) Рынгач разгромно проиграла в схватке против россиянки Ханум Велиевой.
В апреле 2025 года на чемпионате Европы в Братиславе в весовой категории до 65 кг завоевала серебряную медаль. В финальной схватке уступила сопернице из Норвегии Грейс Буллен.